# Corpo convesso

Un dodecaedro è un corpo convesso.

In matematica, un corpo convesso in uno spazio euclideo n-dimensionale {\displaystyle \mathbb {R} ^{n}} è un insieme convesso compatto con parte interna non vuota.
Un corpo convesso K è detto "simmetrico" se presenta una simmetria centrale rispetto all'origine, ossia un punto x giace in K se e solo se il suo antipodo, −x, giace anch'esso in K. I corpi convessi simmetrici sono in corrispondenza biunivoca con le sfere unitarie per le norme in Rn.
Esempi importanti di corpi convessi sono la palla euclidea, l'ipercubo e il cross-politopo.